# Senyera (vlag)

De Senyera (ratio 2:3)

De Senyera is een vlag die bestaat uit vier horizontale rode banen op een gele (gouden) achtergrond.
Dit patroon was tot 1479 het symbool van het Koninkrijk Aragon en de graven van Barcelona. Vandaag de dag vindt men dit patroon terug in de vlaggen van gebieden die ooit Catalaans waren: Catalonië zelf en het Franse departement Pyrénées-Orientales voeren de vlag zonder aanpassingen, de Spaanse regio's Aragón, de Balearen en Valencia en de Franse regio Provence-Alpes-Côte d'Azur gebruiken er een aangepaste vorm van. In het Catalaans betekent senyera ook "vlag", maar meestal verwijst de term naar de Catalaanse vlag of het patroon ervan.
De Senyera is een van de oudste vlaggen ter wereld. Een veertiende-eeuwse legende vertelt dat de vlag sinds de elfde eeuw bestaat. Volgens deze legende zijn de rode strepen de sporen van de bebloede handen van Raymond Berengarius II van Barcelona op het gouden gewaad van zijn verrader en moordenaar. Het is waarschijnlijker dat zij voorkomt uit pre-heraldische symbolen uit de elfde of twaalfde eeuw.
Het patroon van de vier rode strepen op een gouden achtergrond wordt sinds het begin van de twintigste eeuw door Catalanen gebruikt. Tijdens de Tweede Republiek werd de vlag officieel de vlag van Catalonië. Tijdens de regeerperiode van Francisco Franco (1939-1975) was de vlag verboden. Toen Catalonië in 1979 weer autonoom werd, werd de Senyera opnieuw aangenomen als officiële vlag van de autonome regio Catalonië.

## Andere versies

De estelada blava van de onafhankelijksbeweging (ratio 2:3)

De blauwe of gele estelada is een variante van de vlag met links een driehoek met ster. Sedert 1918 is het de vlag van de diverse fracties van de catalanistische beweging die naar een grotere autonomie of een onafhankelijke staat streven. Het ontwerp is waarschijnlijk van de hand van Vicenç Albert Ballester i Camps en is geïnspireerd door de vlag van Puerto Rico en de vlag van Cuba.